# Scars
Scars ist das 15. Studioalbum des irischen Blues-Rock- und Hard-Rock-Gitarristen und -Sängers Gary Moore aus dem Jahr 2002 und wurde benannt nach der Projekt-Band, die er 2002 mit dem Ex-Skunk-Anansie-Bassisten Cass Lewis und dem ehemaligen Primal-Scream-Schlagzeuger Darrin Mooney zusammenstellte. Die Band spielte 2003 bei mehreren „Monsters-Of-Rock“-Auftritten. Das Studioalbum Scars nimmt dabei die bekannten Vorlieben Moores für im Hardrock-Stil gespielte Blues- und Bluesrock basierte Stücke wieder auf. Alle Stücke des Albums sind Eigenkompositionen, meist von Gary Moore; andere unter Beteiligung der anderen Bandmitglieder. Alle Stücke sind in der Trio-Formation eingespielt.
„Scars“ bedeutet Narben. Möglicherweise spielt dieser Titel des Albums und der Band sowohl auf Moores seelische Narben an als auch auf die Narben in seinem Gesicht, die er sich in den späten 1970er Jahren in einer Kneipenauseinandersetzung durch ein zerbrochenes Glas zugezogen hatte, als er seine Freundin vor Belästigungen schützen wollte.
Mit Just Can't Let You Go findet sich auf dem Album wiederum eine Moore-typische, langsam und getragen gespielte Ballade, die aber in einer „heavy“ gespielten Bridge mündet, die in der 2. Wiederholung in ein kurzes, riffartiges Gitarrensolo übergeht, das seinerseits in einem melodisch-melancholisch vorgetragenen Solo endet. Auch der Titel Who Knows (What Tomorrow May Bring) ist eine langsame, melodische Ballade, die mit sehr „heavy“ gespielten Passagen Hardrock-Muster aufweist. Die anderen Stücke dagegen sind eindeutige Bluesrock-Nummern, die laut und hart im Hardrock-Stil daherkommen. Dabei wird man in World of Confusion deutlich an die Jimi-Hendrix-Nummer Manic Depression erinnert, während Ball and Chain einige Riffs von Hendrix’ Voodoo Child übernimmt.

## Titelliste
1. When the Sun Goes Down (Moore, Lewis, Money) – 4:19
2. Rectify (Moore) – 4:21
3. Wasn't Born in Chicagot (Moore) – 4:35
4. Stand Up (Moore) – 4:11
5. Just Can't Let You Go (Moore) – 7:39
6. My Baby (She's So Good to Me) (Moore) – 3:26
7. World of Confusion (Moore) – 4:22
8. Ball and Chain (Moore) – 12:53
9. World Keep Turnin' Round (Moore) – 4:15
10. Who Knows (What Tomorrow May Bring)? (Moore) – 9:48

## Mitwirkende
- Gary Moore – Gitarre, Gesang, Produzent
- Cass Lewis – Bass
- Darrin Mooney – Schlagzeug

## Weblink
- https://www.allmusic.com/album/scars-mw0000661515